# Il Guarany

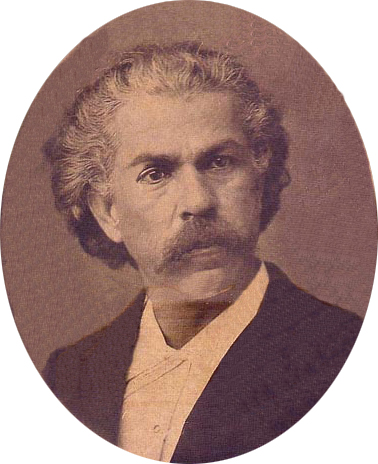
Antônio Carlos Gomes

Il Guarany är en opera (opera ballo) i fyra akter med musik av Antônio Carlos Gomes och libretto av Enrico Scalvini och Carlo D'Ormeville efter José de Alencars roman O Guarany.

## Bakgrund
Under 1800-talet vill många operatonsättare genom en nationell opera visa upp sitt folk på den internationella scenen, ofta i politiska avsikter, för att därigenom ge uttryck för strävandet efter självständighet. Den nationella lokalfärgen kommer till uttryck genom handlingsplatsen, nästan alltid genom språket och genom de folkliga elementen och den nationellt färgade musiken.

## Historia
Efter studierna vid konservatoriet i Rio de Janeiro rönte Gomes uppmärksamhet genom två i snabb följd komponerade operor. Som skyddsling till kejsar Pedro II av Brasilien, som var av portugisisk härkomst, fick han ett stipendium som gjorde det möjligt för honom att studera vid konservatoriet i Milano. Den brasilianska nationaloperan Il Guarany komponerade han med utgångspunkt från ett brasilianskt ämnesval, men språket var på italienska och den uruppfördes på La Scala i Milano den 19 mars 1870. Verdi uttalade sig smickrande om den unge brasilianarens begåvning.

## Om operan

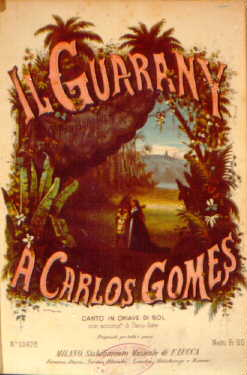
Titelsida

Den folkliga exotismen har föga betydelse och spanjorer, portugiser och indianer kläs i samma musikaliska dräkt. Gomes skapade en brasiliansk opera som samtidigt var kosmopolitisk. Han ställde han den "ädle vilden" Pery mot de onda spanjorerna, där guaranystammen, till skillnad från aimoréstammen är vänligt inställd till kolonisatörerna och umgås på jämställt sätt med dessa. Kärleksparet Cecilia och Pery förkroppsligar tanken på fredlig samlevnad mellan vita och infödda i Brasilien. Men paret förföljs av fanatiker på båda sidor. Musikaliskt sett så skapade Gomes en syntes av bel canto-operan och den franska grand opéra-genren där såväl indianer som vita sjunger på ett europeiskt präglat sätt. Operans politiska avsikter har sin grund i tiden för dess tillkomst. Men historien har dock inte besannat Gomes förhoppning: Hans dröm om en förbrödring mellan Brasiliens olika befolkningsskikt förblev en utopi. I Brasilien har hans opera dock framförts ända in i modern tid.

## Personer
- Don Antonio de Mariz, en gammal portugisisk adelsman (bas)
- Cecilia, hans dotter (sopran)
- Pery, guaranystammens hövding (tenor)
- Don Alvaro, portugisisk äventyrare (tenor)
- Gonzales (baryton)
- Ruy-Bento (tenor)
- Alonso ((bas)
- Kazike, aimoréstammens hövding (bas)
- Pedro, en beväpnad man i Don Antonios tjänst (bas)

## Handling
Den ädle Antonio har en vacker dotter, Cecilia, som portugisen Don Alvaro är förälskad i. Men Cecilia älskar guaranystammens hövding, Pery, som en gång har räddat hennes liv och även älskar henne. Men fadern vill ändå gifta bort henne med don Alvaro. De spanska äventyrarna Gonzales, Ruy-Bento och Alonso har blivit mottagna som gäster hos Antonio, men vill stjäla hans silvergruva och planerar at röva bort Cecilia.
Pery, som har fått reda på de ondskefulla planerna, jagar bort Ruy-Bento och Alonso och avväpnar Gonzales. Den "ädle vilden" skänker spanjoren livet med villkoret att denna lämnar landet. Gonzales går skenbart med på detta. Pery beger sig till don Antonio för att varna denne. Då angrips Antonios hem av aimoréstammen. Portugiserna försvarar sig framgångsrikt och endast Cecilia och Pery blir tillfångatagna. 
Aimoréstammens hövding blir betagen av Cecilias skönhet och vill ta henne till hustru. Pery skall bli en välkommen måltid hos indianerna, som är kannibaler. Festen inleds med ceremoniella danser. I sista ögonblicket lyckas Antonio tillsammans med Alvaro rädda Cecilia och Pery, men Alvaro blir under striden dödligt sårad. 
För att kunna ta över silvergruvan, tar de spanska äventyrarna Antonios palats i besittning. Pery känner dock till en underjordisk utgång. För att rädda Cecilia är han beredd att avsvära sig sin tro och låta döpa sig. Först nu överlämnar don Antonio dottern åt Pery. Don Antonio spränger palatset och spanjorerna i luften, men dör även själv.